# Venustiano Carranza, Ocosingo
Venustiano Carranza är en ort i Mexiko.   Den ligger i kommunen Ocosingo och delstaten Chiapas, i den sydöstra delen av landet, 800 km öster om huvudstaden Mexico City. Venustiano Carranza ligger 917 meter över havet och antalet invånare är 413.
Terrängen runt Venustiano Carranza är varierad, och sluttar söderut. Runt Venustiano Carranza är det glesbefolkat, med 16 invånare per kvadratkilometer. Närmaste större samhälle är Chiquinival, 14,6 km väster om Venustiano Carranza. I omgivningarna runt Venustiano Carranza växer i huvudsak städsegrön lövskog.